# Wołkowce (rejon czortkowski)
Wołkowce (ukr. Вовківці) – wieś w rejonie czortkowskim obwodu tarnopolskiego. Wieś liczy 1316 mieszkańców.

## Historia
W II Rzeczypospolitej miejscowość była siedzibą gminy wiejskiej Wołkowce w powiecie borszczowskim województwa tarnopolskiego. Grunty we wsi posiadał wówczas Cyryl Czarkowski-Golejewski.
W miejscowości stacjonowała strażnica KOP „Wołkowce”.
W latach 1943–1944 nacjonaliści ukraińscy z OUN-UPA zamordowali tutaj 14 Polaków i 1 Ukraińca.

## Ludzie
- Norbert Okołowicz (urodził się 1890 w Wołkowcach) – polski malarz i plastyk, działacz społeczny, pułkownik Wojska Polskiego.
- ks. Nykyfor Kuryłowycz (zm. 12 lutego 1935) – proboszcz greckokatolicki we wsi[6]